# Rothenberger Hof

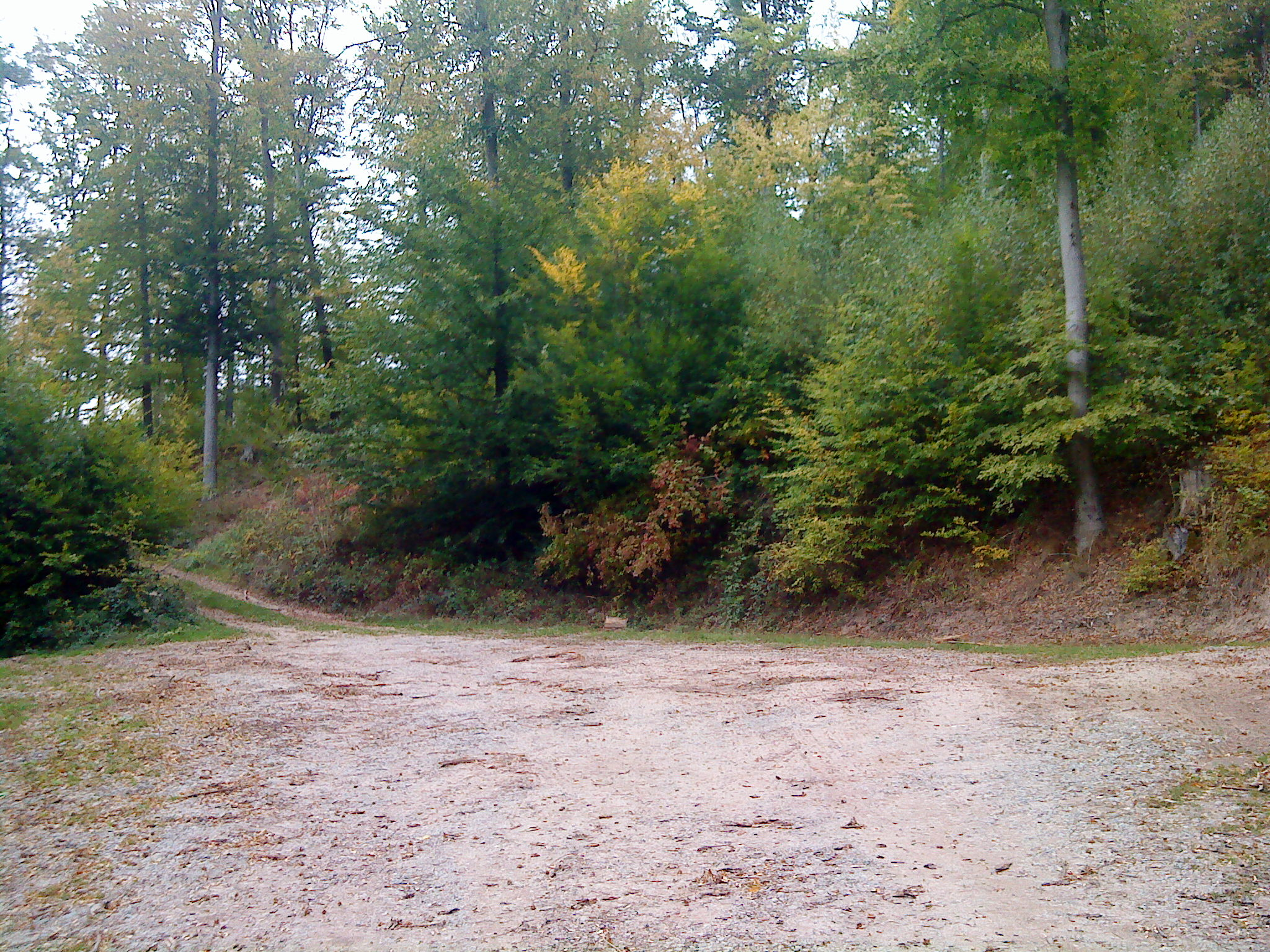
Am ehemaligen Standort des Rothenberger Hofes befindet sich heute ein freier Platz

Die Rothenberg Höfe im Jahre 1847 mit den Hausnummern 57 und 58

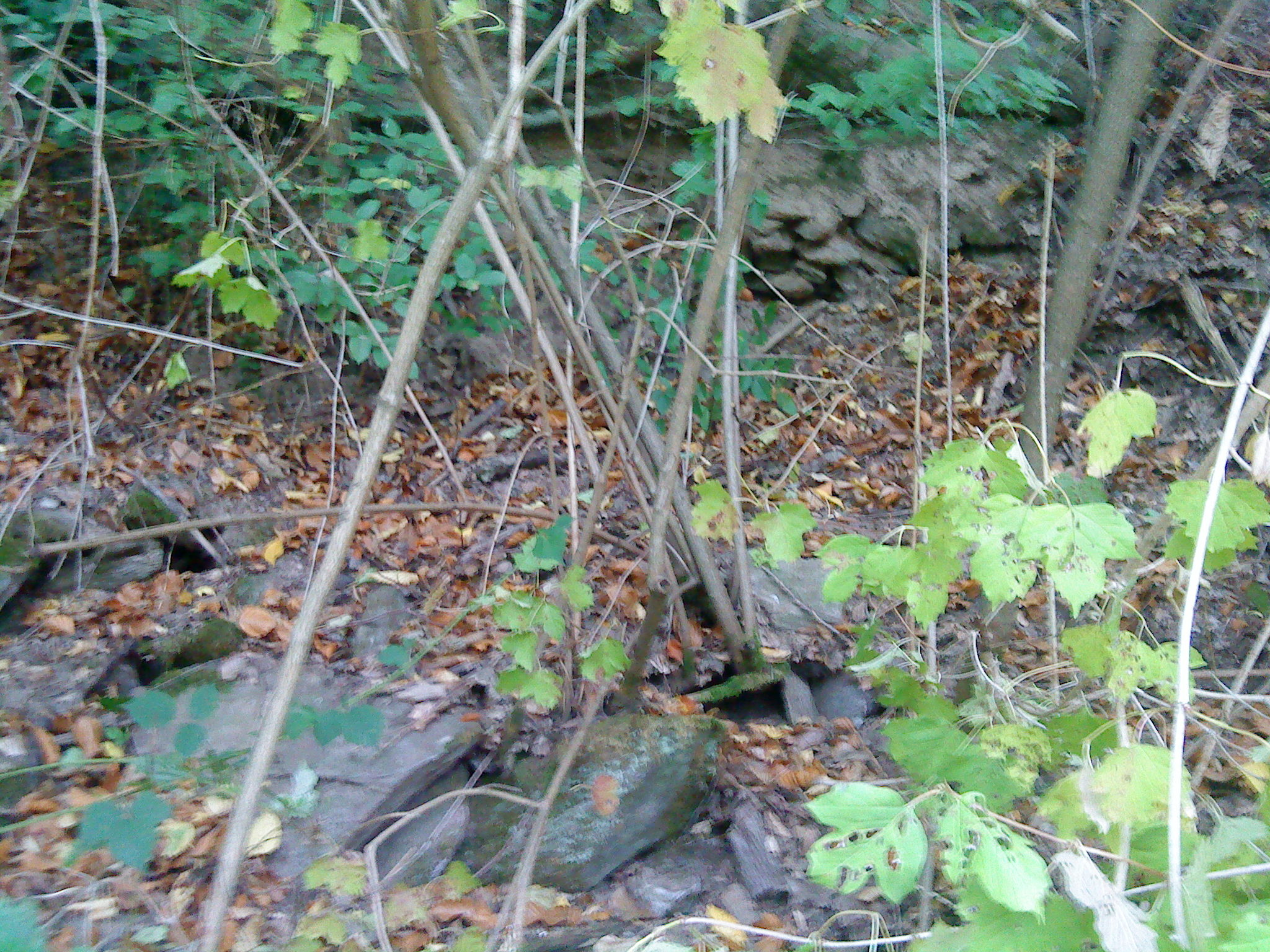
Zerfallene Mauerreste des Anwesens mit der Hausnummer 58 im Wald

Der Rothenberger Hof ist eine Wüstung bei Geiselbach im Spessart im Landkreis Aschaffenburg in Bayern. Vom Hof gibt es keine Spur mehr. 1965 standen noch wenige Ruinen. Bis etwa ins Jahr 2000 konnte man noch versteckt im Wald am Rande einer Bodenmulde ein Mauerstück erkennen, das in den folgenden Jahren zerfiel. Heute nimmt den ehemaligen Standort des Hofes ein freier Platz ein, der beim Bau eines Waldwirtschaftsweges angelegt wurde.

## Geographie
Der Platz des ehemaligen Hofes liegt auf der Gemarkung von Omersbach, am linken und östlichen Hang des dicht bewaldeten Teufelsgrunds, zwischen der Teufelsmühle und Hüttelngesäß, auf etwa 250 m ü. NN im Waldgebiet Kühruh am Kohlberg. Ungefähr 80 m südlich verläuft die bayerisch-hessische Landesgrenze. Vom Wüstungsplatz des Rothenberger Hofes führen zwei Wege nach Norden weg, einer nach Dörnsteinbach und einer zur Teufelsmühle. Der nach Südwesten verlaufende Weg führt, vorbei am Hesselborn, nach Niedersteinbach.

## Name
Vielfach wird angenommen, dass der Name Rothenberger Hof sich von einem Familiennamen ableite. Tatsächlich aber ist es ein Rodungsname, der sich aus den mittelhochdeutschen Wörtern rode, bërc und hof zusammensetzt und an eine Waldrodung erinnert. Er bedeutet also Hof am Rodungsberg. Der Flurname Rotberg für das Gebiet zwischen dem Geiselbach und dem Omersbach untermauert diese Auffassung. Obwohl es sich mit Sicherheit nur um ein Hofgut handelte, ist auf einer Landkarte von 1836 der Dorfname „Rotenberg“ eingezeichnet. Gleichen Namensursprung haben auch die in der Nähe liegenden Orte Rothengrund, Rodenbach und Rottenberg.

## Geschichte
Wann der Rothenberger Hof erbaut wurde, ist unbekannt, jedenfalls erscheint er auf historischen Karten von 1728. Auf einer alten Vermessungskarte sind drei Gebäude zu erkennen, vermutlich ein Wohnhaus, eine Scheune und ein Nebengebäude, mit der Beschriftung „Rodenbergshoff, dem Kloster Seligenstadt zugehörig“. Nach Seligenstädter Unterlagen umfasste das Areal 69 Morgen Feld und Wiese (13,13 ha) und 76½ Morgen Wald (14,56 ha). Auf der Karte des Landgerichts Krombach von 1775 ist der Hof erneut verzeichnet.

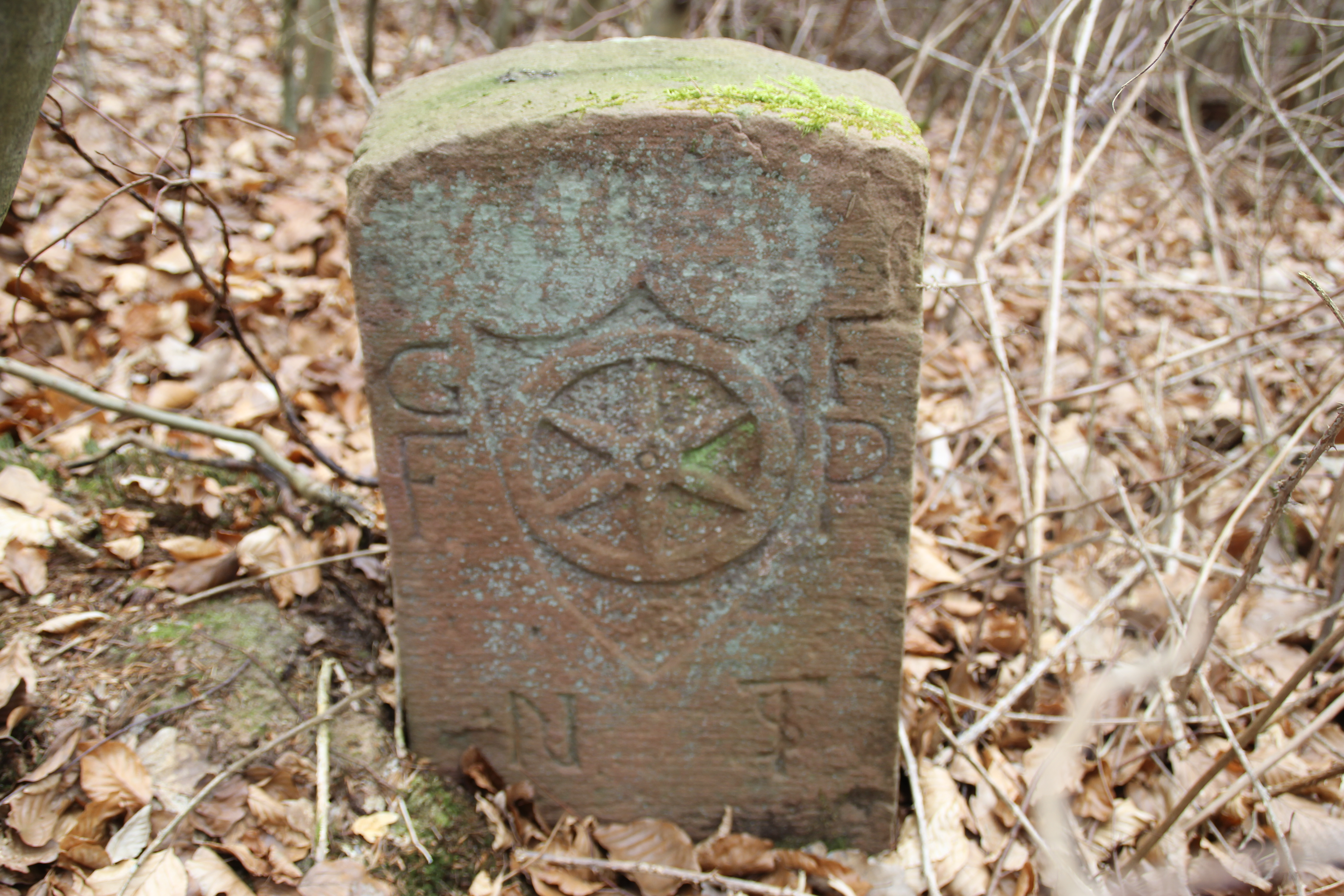
Grenzstein am Rothenberger Hof:
Vorderseite:
GF = Großherzogtum Frankfurt
FP = Fürst Primas (Karl Theodor von Dalberg)
NST = Niedersteinbach
Rückseite:
GH = Großherzogtum Hessen
OB = Omersbach

Südlich des Hofplatzes steht ein Grenzstein aus dem Jahre 1810 mit der Nummer 5 (siehe Karte). Er trennte die Gebiete zweier Staaten des damaligen Rheinbundes; der Rothenberger Hof selbst lag noch auf dem Territorium der großherzoglich-hessischen Provinz Starkenburg im Amt Alzenau, auf der anderen Seite dieser Grenze begann die Mairie Niedersteinbach im Departement Aschaffenburg des Großherzogtums Frankfurt. Einige Steine dieser Grenzlinie sind wohl Anfang des 21. Jahrhunderts den Holzfällarbeiten zum Opfer gefallen.
Um 1850 wurde der Hof zum Verkauf angeboten, was zur Folge hatte, dass das Anwesen in zwei Hausnummern geteilt wurde. Beide Höfe bestanden in diesen Jahren aus einem Wohnhaus mit Keller, einer Scheune und Viehstall, einem Schweinestall und einem Backhaus. Zu einem der Anwesen gehörte noch ein Nebengebäude mit einem Wurzgärtchen. Das Gehöft war klein, die Wohngebäude höchstens 7,5 m lang. Am in 30 m Entfernung liegenden Rothenbergerborn, dessen Bächlein zum Geiselbach herabfließt, konnten die Anwohner Wasser schöpfen.
Vielleicht war 1856 das Jahr des Unheils. Unwetter sollen die Äcker des Rothenberger Hofes verwüstet und weggeschwemmt haben. Daraufhin legte der Besitzer des Gutes auf die Erhaltung der Gebäude keinen Wert mehr und veranlasste den Abbruch. Den Hofraum zusammen mit den Äckern und Wiesen ließ er aufforsten und allmählich in seinen Urzustand zurückkehren.

## Kuriosa

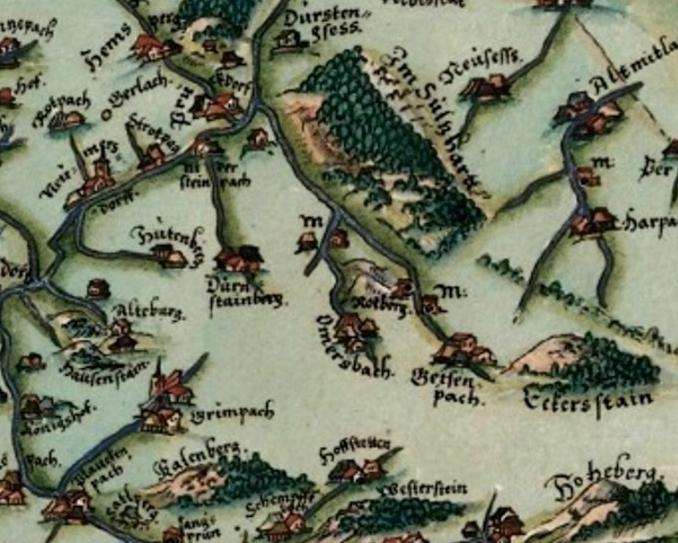
Ausschnitt der Pfinzingkarte von 1594. Der Ort Rotberg liegt etwa in der Bildmitte.

Auf der Spessartkarte von Paul Pfinzing aus dem Jahr 1594 ist ein Rothenberger Hof an anderem Ort, nämlich etwa einen Kilometer weiter im Nordosten am Berg rechts des Omersbaches eingezeichnet. Ob der Hof in dieser Zeit wirklich dort stand oder sich der Kartenstecher vertan hat, ist nicht bekannt.